# Vision aveugle
La vision aveugle (blindsight, en anglais) désigne le phénomène par lequel des personnes dont les aires corticales visuelles ont été endommagées, conservent néanmoins une forme de perception visuelle résiduelle, souvent non-consciente, mais que des tests en laboratoire peuvent mettre en évidence.

## Trouble neuro-visuel complexe

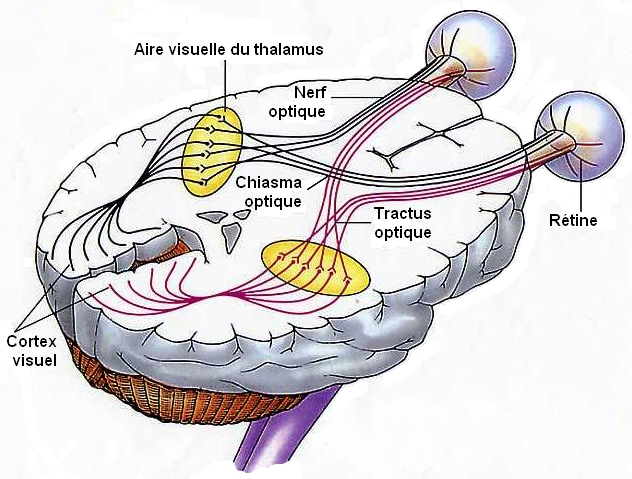
Schéma du système visuel : de la rétine au cortex visuel primaire V1

Dans un système visuel sain, l’intégration d’une scène visuelle se fait en plusieurs étapes. Premièrement, les différentes informations (contraste, lumière, couleurs, ...) vont être perçues et encodées par les cellules photoréceptrices rétiniennes des yeux. Ces informations seront ensuite transmises par le nerf optique aux différentes zones du cerveau spécialisées dans la vision.
Plusieurs voies visuelles co-existent : les axones du nerf optique issus de la rétine projettent sur le corps géniculé latéral (dite par "aire visuelle du thalamus" sur le schéma ci-contre), de là, une majeure partie continue vers le cortex visuel primaire noté V1. C'est la voie la plus directe. Mais environ 30 % est dévié en direction d'autres zones du cerveau comme le colliculus supérieur où se déroulent un certain nombre de processus réflexes (comme la modulation du diamètre pupillaire ou le nystagmus).
C’est au niveau de V1 que les premiers traitements de l’information visuelle permettent de reconstituer la scène visuelle perçue : L'aire V1 de l’hémisphère droit intègre la moitié du champ visuel gauche tandis que l'aire V1 de l’hémisphère gauche intègre la moitié du champ visuel droit. Au delà de V1, des traitements de plus haut niveau ont lieu dans les aires corticales visuelles secondaires : V2, V3, V4 et V5 (aussi appelée MT). Ces traitements secondaires permettent, par exemple, de reconnaître des formes, des visages, de percevoir le mouvement, etc.
Le phénomène de vision aveugle peut ainsi se produire dans les cas d'hémianopsie latérale homonyme (HLH) c'est-à-dire chez des personnes ayant perdu la vision dans une moitié de leur champ visuel typiquement à la suite d'un accident vasculaire cérébral (AVC) ayant touché de manière unilatérale  le lobe occipital d'un des deux hémisphères cérébraux et donc en particulier les aires visuelles primaires (V1). Bien que les yeux de ces patients soient intacts, le traitement cortical de l'information visuelle ne peut pas avoir lieu (les régions cérébrales ayant été lésées). Leur vision est en quelque sorte « amputée » de moitié.
C'est dans la partie atteinte du champ visuel, appelée champ aveugle que peut être observé le phénomène de blindsight, ou vision aveugle.

## Découverte et définition
Plusieurs revues de littérature permettent de retracer l’historique de la description du phénomène de vision aveugle,. La première apparition du mot blindsight et de sa définition est due à l’équipe du neuropsychologue britannique, Lawrence Weiskrantz en 1974.
L’une des expériences ayant permis de démontrer scientifiquement le phénomène consistait à faire deviner à un patient (le patient D.B.) l’orientation de barres lumineuses présentées dans le champ visuel aveugle. D.B. n'avait que deux boutons réponses possibles : horizontales ou verticales. Ce type de méthode est appelé expérience en choix-forcé. Les résultats de l'expérience ont mis en évidence le fait que le patient D.B ne pouvait pas rapporter la présence ou non de barres lumineuses à l'écran, mais pouvait pourtant discriminer l'orientation de ces dernières en choix forcé, de façon supérieure à la chance, révélant ainsi une capacité de perception résiduelle.
L'article princeps de Weiskrantz introduit alors le terme de blindsight est pour la première fois pour désigner ces capacités visuelles résiduelles dans le champ visuel déclaré aveugle à l’examen clinique (et rapporté comme tel par le patient lui-même).

## Nature et bases neuronales des processus impliqués dans la vision aveugle
Est-ce que ces capacités visuelles résiduelles sont le résultat de signaux traités « inconsciemment » ? Il existe, encore aujourd’hui un débat sur la question.
En effet, deux positions s’opposent :
- L’idée que le blindsight serait un processus non-conscient[2] :  Cette hypothèse pourrait être soutenue par le fait que l’information visuelle « court-circuiterait » le cortex visuel V1, et utiliserait d’autre circuits neuronaux pour délivrer l’information aux aires corticales secondaires. En effet, en 1997, Arash Sahraïe et Larry Weiskrantz ont montré, grâce à l'IRM fonctionnelle, que pour leur patient appelé G. Y. la perception inconsciente du mouvement dans son champ aveugle (scotome hémi-anopsique) passait par le colliculus supérieur : il pouvait détecter le sens de déplacement d'une cible visuelle avec un taux de réussite supérieur à 80 % [5].
- La vision aveugle serait le résultat d’une vision « dégradée » sur la base du fait qu’une lésion est rarement totale, mais laisse des « îlots fonctionnels » permettant un traitement partiel, voire très partiel des informations. En effet, l’IRM fonctionnelle a montré que certains patients présentaient des zones de V1 encore actives lors de la présentation de stimuli dans le champ aveugle[6].